# 민사조정
민사조정(民事調停, civil mediation)은 민사상의 분쟁을 법원의 판결에 의하지 않고 법관이나 조정위원의 권유에 의하여 양 당사자가 서로 양보하여 당사자의 합의로서 해결하는 자주적 분쟁해결제도이다. 재판외 분쟁해결방법(대체적 분쟁 해결:Alternative Dispute Resolution) 중의 하나이다. 최근 대한민국과 미국 법원에서는 조정제도를 자주 이용하고 있다.

## 절차

### 신청
- 신청인이 관할법원에 가서 조정신청서를 제출하거나, 담당 직원에게 말로써 신청한다. (「민사조정법」 제5조)[3]
  - 조정신청을 할 때에는 「민사조정규칙」 제3조에 따라 수수료를 내야 한다.
  - 사건과 관련한 증거서류나 증거물품이 있으면 신청할 때 함께 제출하는 것이 유리하다.[4]
- 신청 후 약 2주가 지나서 신청인과 피신청인의 집으로 소환장이 송달된다. (「민사조정법」 제14조)[3]
  - 일반적으로 소환장이 송달된 날로 4주 후에 조정기일이 정해진다.[3]
  - 양 당사자가 법원에 출석하여 조정신청을 하는 경우 특별한 사정이 없으면 그 신청일을 조정기일로 한다. (「민사조정법」 제15조 제3항)

### 조정
- 조정기일에 조정담당판사가 15분 정도 조정을 한다.[3] 광주지방법원과 광주고등법원에서는 조정위원회에 의한 조정의 경우, 한 사건에 한 시간을 배정한다.[5]
  - 신청인이 조정기일에 출석하지 않은 경우 새로운 기일을 통지한다. 새로운 기일에도 출석하지 않은 경우 조정신청이 취하된다. (「민사조정법」 제31조)
  - 피신청인이 조정기일에 출석하지 않은 경우 조정담당판사는 직권으로 조정 갈음 결정을 내린다. (「민사조정법」 제32조)
- 판사의 조정에 대해 양 당사자가 합의하면 그 내용이 조서에 기록되고 조정이 성립한다. (「민사조정법」 제28조)
- 조정기일에 합의가 성립되어 않거나 또는 합의 내용이 적당하지 않다고 인정하는 경우에 판사는 조정 갈음 결정을 내린다. (「민사조정법」 제30조)
  - 조정 갈음 결정문은 약 1주일 후에 양 당사자에게 송달된다.[3]

### 종결
- 양 당사자는 결정문을 받고서 2주일 이내에 이의를 신청할 수 있다. (「민사조정법」 제34조)
  - 이의 신청을 하면 소송이 제기된 것으로 본다. (「민사조정법」 제36조 제1항)
  - 조정신청은 소멸시효 중단 효력을 가진다. (「민사조정법」 제35조)
  - 소송시 인지대에서 조정신청시의 인지대를 빼준다. (「민사조정법」 제36조 제2항)
- 신청인·피신청인 어느 쪽도 이의를 신청하지 않으면, 재판상의 화해와 동일한 효력이 있다. 즉, 확정판결의 효력이 생긴다.[주 1] (「민사조정법」 제29조)
- 신청에서 최종적인 분쟁해결까지 1개월 정도 걸린다.[출처 필요]

## 조정위원회
민사조정은 두 가지 유형이 있다:
- 조정담당판사 1인에 의한 조정
- 조정위원회에 의한 조정 : 조정위원회는 판사인 조정장 1인과 조정위원 2인 이상으로 구성된다. (「민사조정법」 제8조)
  - 조정위원은 법원장이 학식과 덕망이 있는 사람 중에서 미리 위촉한다.

오대성 조선대 법학과 교수의 조정위원으로서의 활동 경험에 의하면, 조정위원회에 의한 조정의 경우, 조정장인 판사는 아예 참석하지 않고 조정위원에 의해서만 조정이 진행되는 경우도 있다고 하며, 이러한 경우에 오히려 조정성공률이 높다고 한다.

## 민사조정의 장점
- 법원의 사건부담을 줄일 수 있다.
- 소송지연을 막는다.
- 소송비용을 절감한다.
- 재판의 판결은 법조문을 벗어날 수 없는데 비해 훨씬 융통성 있는 결과가 나올 수 있다.[4]

## 민사조정의 단점
ADR의 단점이 지적될 수 있다. ADR이 국가 전체의 민사분쟁을 해결하는 데 크게 기여하는 것은 인정하나, 이를 너무 강조하여 그 영역을 지나치게 확대하면 국민의 준법정신이나 법치주의의 이념을 퇴색시키고 또한 국민의 재판을 받을 권리를 침해할 염려가 있다는 점에서 공법 영역에의 적용은 바람직하지 않다는 주장도 있다.

## 같이 보기
- 민사조정법(民事調停法, Civil Mediation Act)
- 위키백과:조정 - 한국어 위키백과의 조정 정책
- 대체적 분쟁 해결
- 중재
- 화해
- 조정 (법률)

## 주해
1. ↑  확정판결이란, 쉽게 말해서 대법원 판결문과 같다는 의미이다. 이의 제기가 불가능하다.